# Sylvi Listhaug
Sylvi Listhaug (Ålesund, 25 dicembre 1977) è una politica norvegese, leader del Partito del Progresso dall'8 maggio 2021.
È stata 5 volte ministro nel governo Solberg: è stata ministro dell'agricoltura, (2013-2015) per l'immigrazione e l'integrazione (2015-2018), della giustizia, sicurezza e immigrazione (gennaio-marzo 2018), per la sanità (maggio- dicembre 2019), e per il petrolio e l'energia (dicembre 2019-gennaio 2020).
Listhaug ha intrapreso la carriera politica nel movimento giovanile del Fremskrittspartiet (Partito del progresso), entrando a far parte del comitato centrale nel 2005. Alle elezioni del 2017 è stata prima candidata del partito nella contea di Møre og Romsdal.

## Biografia
Nata ad Ålesund, è cresciuta nella fattoria di famiglia a Ørskog, Møre og Romsdal. Suo padre lavorava nel settore del trasporto, sua madre gestiva la fattoria. Ha due fratelli gemelli.
Nel 1995 Listhaug ha iniziato a lavorare come assistente presso la casa di Ørskog per anziani, e dal 1996 al 2000 ha studiato storia, scienze sociali e istruzione speciale al Volda University College, continuando nello stesso tempo a lavorare nella casa per anziani di Ørskog per sostenersi durante gli anni di studio. Nel 2000 si è laureata in lettere e dal 2000 al 2001 ha lavorato come insegnante presso la scuola Sjøholt di Ørskog.

### Consigliere comunale a Oslo
Listhaug è stata assistente del consigliere Margaret Eckbo nel 2005. Quando Eckbo si è ritirata nel 2006, Listhaug ne ha preso il posto. Nel 2010 è stata consigliere per la salute e la cura degli anziani.

### Consulente politico
Dal 2012 fino alla sua nomina nel governo nel 2013, Listhaug ha lavorato come consulente senior con First House, un'agenzia norvegese di consulenza strategica, comunicazioni aziendali, affari governativi e gestione delle crisi/gestione dei problemi. Poco dopo la sua nomina, l'attenzione dei media si è concentrata sulla sua decisione di mantenere segreta la sua lista di clienti durante il suo periodo di lavoro. L'elenco dei clienti pubblici è stato reso noto all'inizio del 2014 dopo che la stessa Listhaug ha dichiarato un conflitto di interessi personale.

### Ministro dell'agricoltura (2013–2015)
Il 16 ottobre 2013 Listhaug è stata nominata Ministro dell'Agricoltura e dell'Alimentazione nel nuovo Gabinetto Solberg. Il governo Solberg ha segnato un drastico cambio di rotta nella politica agricola norvegese aprendo a una vendita e acquisto più libera di fattorie e cercando uno sviluppo verso fattorie più sostenibili e più grandi. Come ministro dell'agricoltura ha cercato di rimuovere le leggi che richiedono ai proprietari di fattorie di vivere nella fattoria. Listhaug ha affermato che le sue modifiche porterebbero a una produzione alimentare più efficiente in Norvegia, riducendo in definitiva i prezzi elevati del cibo. Ha anche abbassato i sussidi governativi agli agricoltori, che secondo l'OCSE ricevono uno dei sussidi governativi più alti al mondo. Ad esempio, gli agricoltori norvegesi ricevono oltre il 50% del loro reddito agricolo come sostegno governativo, mentre il numero equivalente per gli agricoltori statunitensi è dell'8%.
Poiché Listhaug nel 2010 aveva definito la politica agricola norvegese un "sistema comunista" in un editoriale, questo fatto ha ricevuto un'attenzione diffusa nei media e nei social media. Dopo essere stata sottoposta a pressioni per il commento in un dibattito televisivo, ha dichiarato la sua intenzione di seguire l'accordo politico del nuovo governo. I precedenti commenti di Listhaug e il corso del nuovo governo sono stati accolti con scetticismo e protesta tra alcuni agricoltori.
Durante il suo periodo come ministro dell'agricoltura e dell'alimentazione, Listhaug ha avuto, in modo piuttosto controverso, contatti con i clienti della First House, tra cui l'organizzazione di agricoltori Norges Bondelaget, l'unità organizzativa dei datori di lavoro dell'NHO che rappresenta l'azienda alimentare e delle bevande, l'organizzazione di birra Bryggeriforeningen e il supermercato catena Rema 1000, uno dei suoi ultimi clienti per First House prima di entrare lei stessa nel governo.

### Ministro per l'immigrazione e l'integrazione (2015-2018)

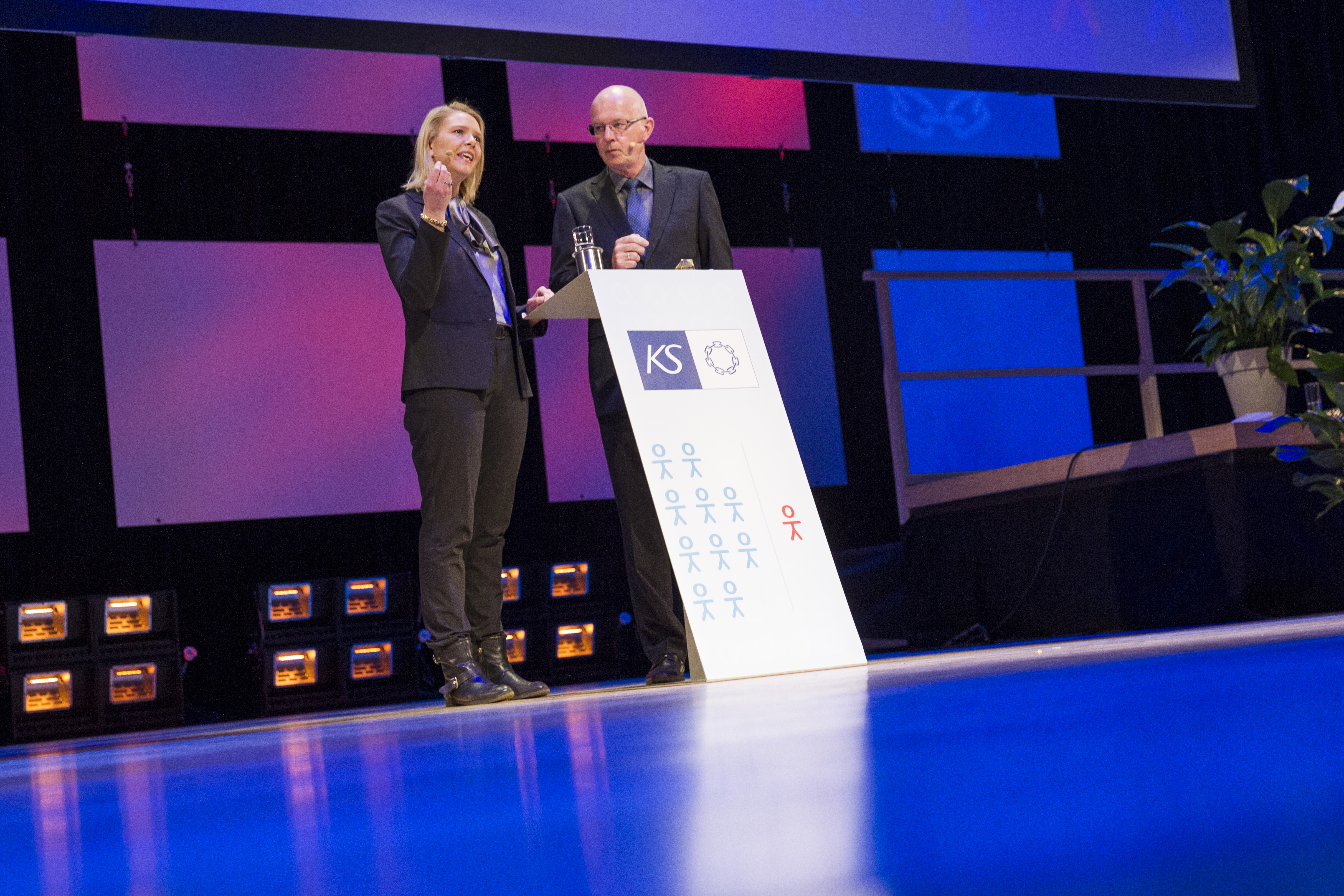
Listhaug durante un discorso nel 2016

Il 15 dicembre 2015 Listhaug è diventata ministro per l'immigrazione e l'integrazione con responsabilità per questione di immigrazione e di asilo politico presso la sezione di Giustizia e la pubblica sicurezza e integrazione nel Ministero per l'infanzia, la parità e l'inclusione. In seguito è stata ministro per l'immigrazione implementando una rigorosa politica immigratoria. Ha goduto della maggiore popolarità tra i tre ministri del suo partito. Nel mese di agosto 2017 ha organizzato una conferenza per la parità e la libertà di parola, con la ministra danese Inger Støjberg e la politica olandese Ayaan Hirsi Ali.

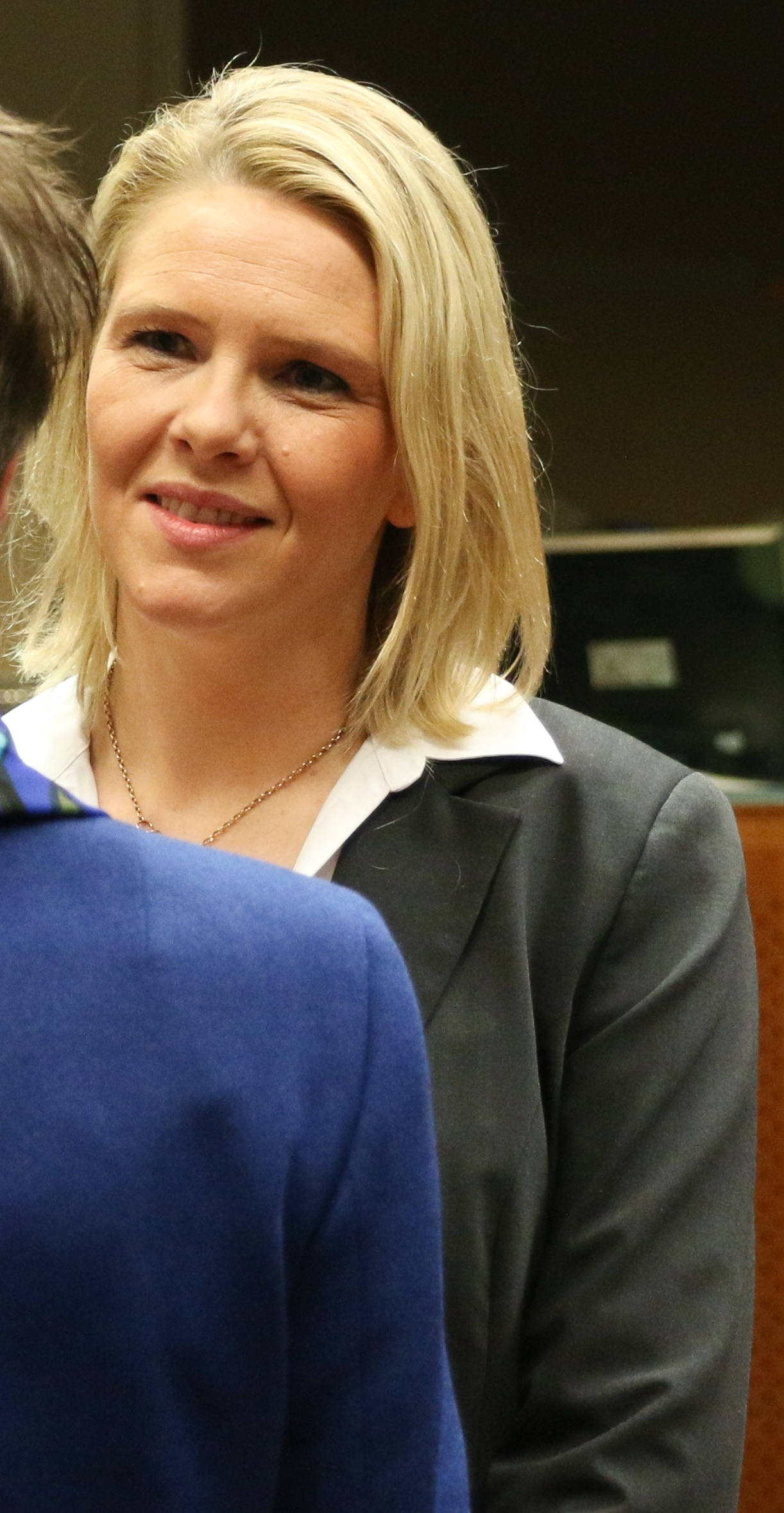
Sylvi Listhaug a Bruxelles nel 2016.

Durante una conferenza dei giovani musulmani contro l'estremismo tenutasi il 4 agosto 2017 a Sarpsborg Listhaug si è confrontata con il relatore Mohammad Tahir-ul-Qadri riguardo alla lapidazione come punizione, alla pena di morte per blasfemia e all'affermazione che la legge islamica dovrebbe prevalere sulle leggi degli stati occidentali. La critica di Listhaugs alle tesi di Ul-Qadri è stata sostenuta, tra gli altri, da Abid Raja.

### Ministro degli anziani e della salute pubblica (2019)
Sylvi Listhaug è stata nominata ministro degli anziani e della salute pubblica il 3 maggio 2019 nel governo di coalizione di Erna Solberg. È stata ministro del Ministero della salute e dei servizi sanitari insieme al ministro della Salute Bent Høie.
Il 6 maggio 2019, ha suscitato polemiche quando lei, appena nominata nuovo ministro della salute, ha detto ai giornalisti di NRK: "Le persone dovrebbero poter fumare, bere e mangiare quanta carne rossa vogliono. Alle autorità potrebbe piacere informare, ma la gente sa più o meno cosa è sano e cosa non lo è, credo". La segretaria generale della Norwegian Cancer Society, Anne Lise Ryel, ha affermato che i commenti di Listhaug sono "potenzialmente dannosi per la salute pubblica".

### Ministro del petrolio e dell'energia (2019–2020)
Il 18 dicembre 2019 Listhaug ha assunto la carica di ministro del petrolio e dell'energia. Nel gennaio 2020, lei e il resto dei ministri del Partito del progresso si sono ritirati dal governo dopo una disputa sul ritorno di una donna IS e dei suoi figli. Listhaug è stata successivamente sostituita da Tina Bru il 24 gennaio quando il suo partito aveva formalmente lasciato il governo ed era tornato all'opposizione. Il suo mandato come ministro del petrolio e dell'energia è il più breve nella storia norvegese da Grete Faremo nel 1996.

## Pubblicazioni
Nel mese di ottobre 2018 Listhaug ha pubblicato il libro Der andre tier ("Dove gli altri tacciono") scritto con il giornalista Lars Akerhaug.

## Vita privata
Listhaug risiede a Oslo ed è sposata con il politico del Partito del Progresso Espen Espeset. Hanno una figlia e due figli.